# Lipka (Vimperk)
Lipka je vesnice, část města Vimperk v okrese Prachatice v Jihočeském kraji. Leží na Šumavě (podcelek Šumavské pláně, okrsek Knížecí pláně) v nadmořské výšce 900 metrů, dva kilometry západně od silnice I/4 Vimperk – Strážný – Passau.

## Historie
První písemná zmínka o vesnici pochází z roku 1542.

## Obyvatelstvo
| Rok            | 1869 | 1880 | 1890 | 1900 | 1910 | 1921 | 1930 | 1950 | 1961 | 1970 | 1980 | 1991 | 2001 | 2011 | 2021 |
| -------------- | ---- | ---- | ---- | ---- | ---- | ---- | ---- | ---- | ---- | ---- | ---- | ---- | ---- | ---- | ---- |
| Počet obyvatel | 169  | 208  | 192  | 216  | 205  | 184  | 190  | 96   | 89   | 80   | 83   | 78   | 77   | 80   | 83   |
| Počet domů     | 18   | 21   | 22   | 23   | 25   | 26   | 27   | 22   | 22   | 17   | 25   | 23   | 30   | 35   | 39   |

## Obecní správa
Při sčítání lidu v letech 1850–1879 Lipka byla osadou obce Korkusova Huť v okrese Prachatice. V letech 1880–1971 byla osadou obce Klášterec, se kterým patřila nejprve do okresu Prachatice, ale v roce 1950 v okrese Vimperk a od roku 1960 v okrese Prachatice. Od 26. listopadu 1971 je částí města Vimperk v okrese Prachatice, kdy se konaly městské volby.

## Pamětihodnosti
- Rýžoviště zlata (kulturní památka ČR)
- Přírodní památka Lipka a Přírodní rezervace Lipka I., dvojice chráněných území severovýchodně od vesnice, lokalita všivce žezlovitého
- Přírodní rezervace Radost
- Kaple svaté Anny ve Staré Lipce

## Okolí
Přímo v obci je penzion a železniční zastávka Lipka na trati Strakonice–Volary. Jihozápadně od vesnice se pod vrchem Bukovec nachází tzv. Alpská vyhlídka. V nedalekém Klášterci je most Velký Klášterák – technická památka[zdroj?] na uvedené trati.

## Galerie

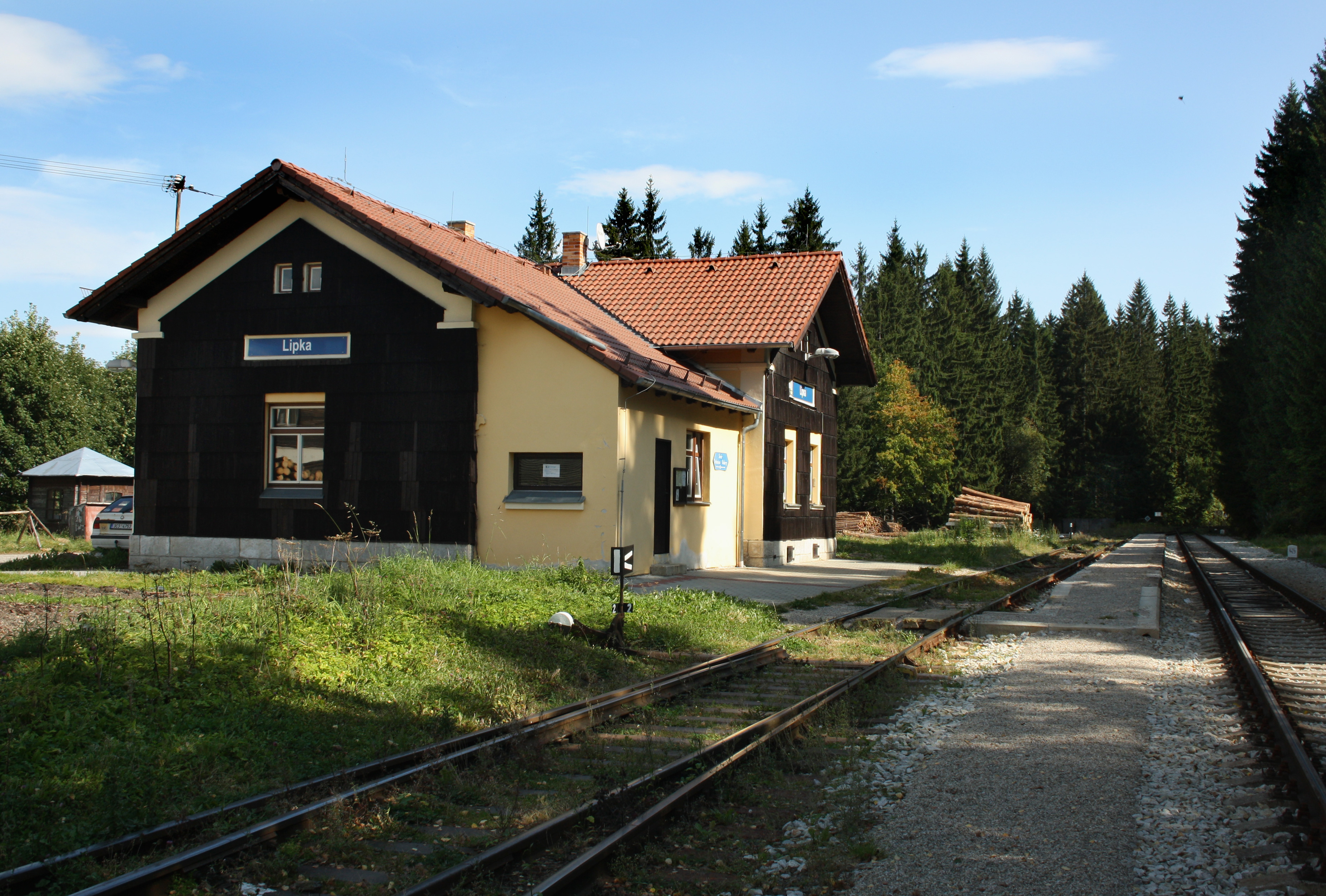
Železniční zastávka
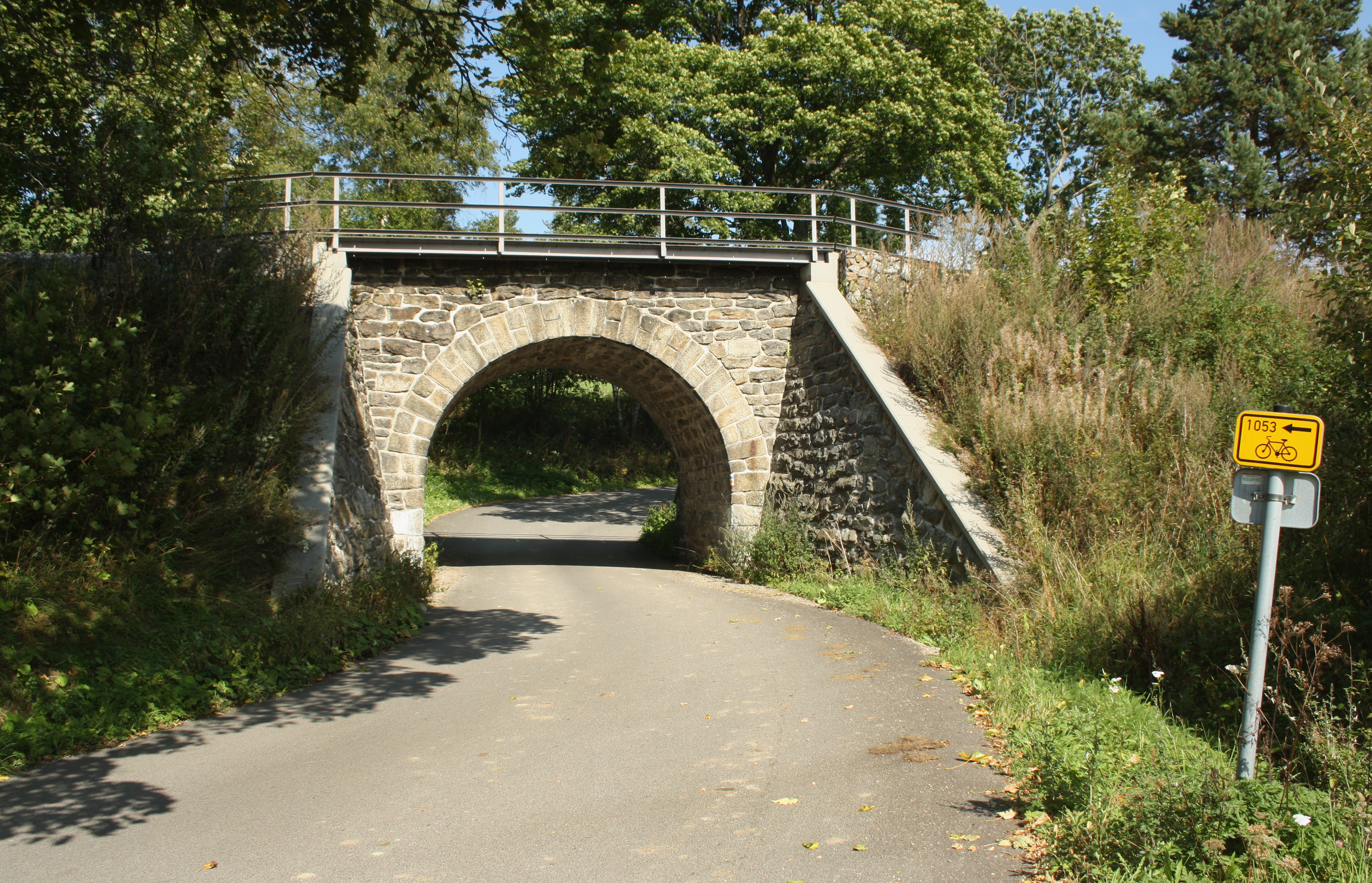
Podjezd pod tratí
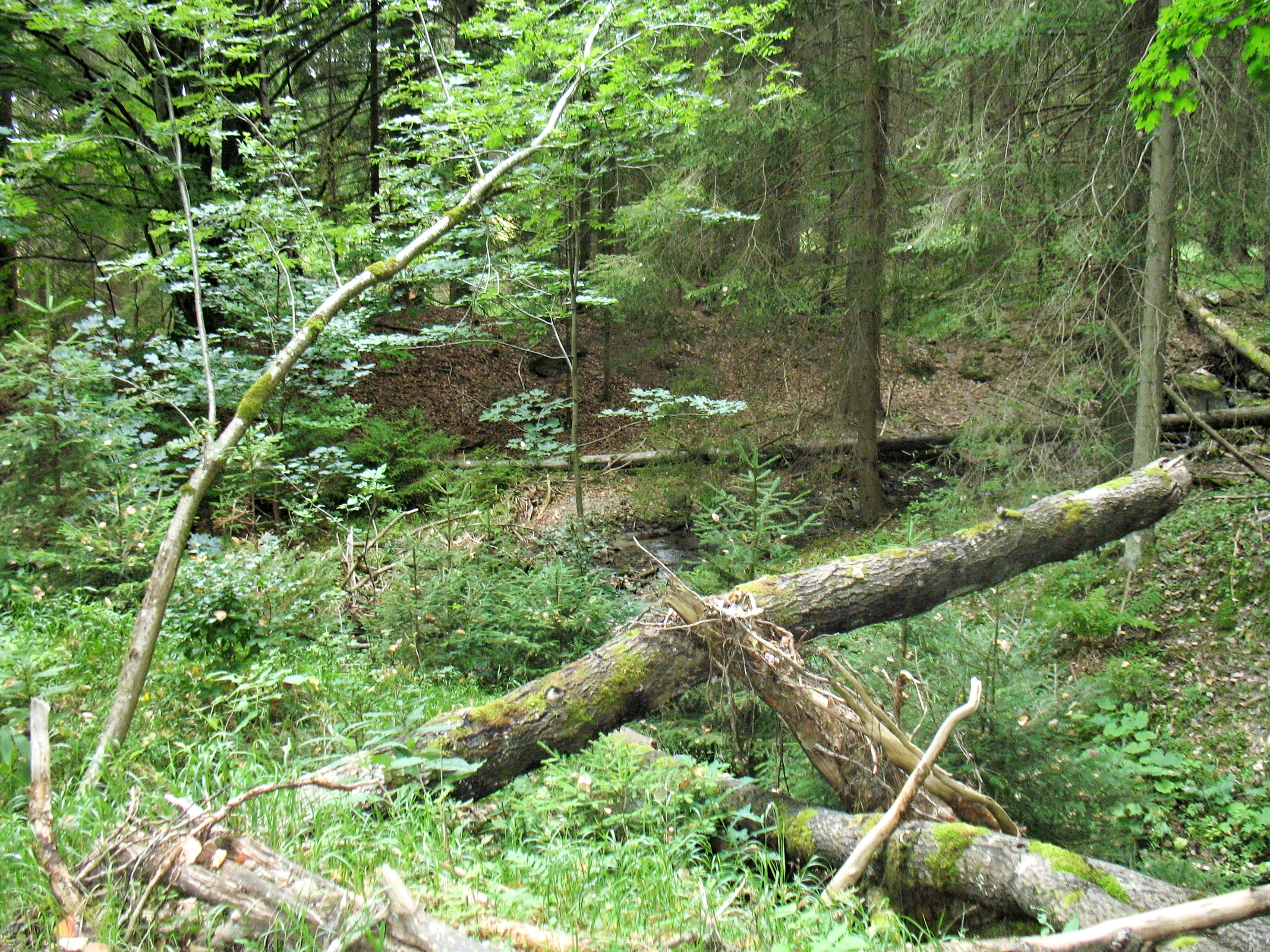
Historické rýžoviště zlata
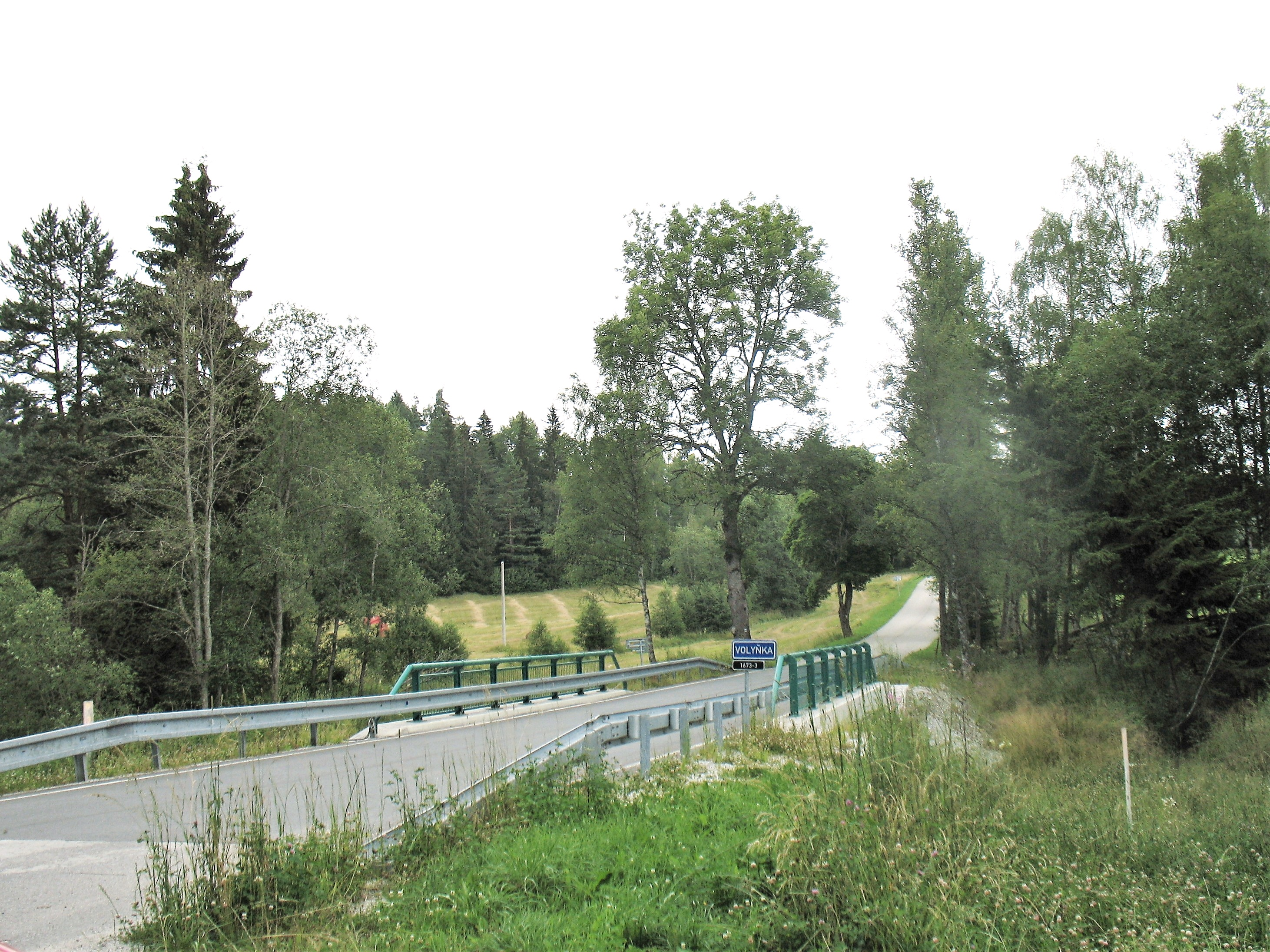
Most přes Volyňku
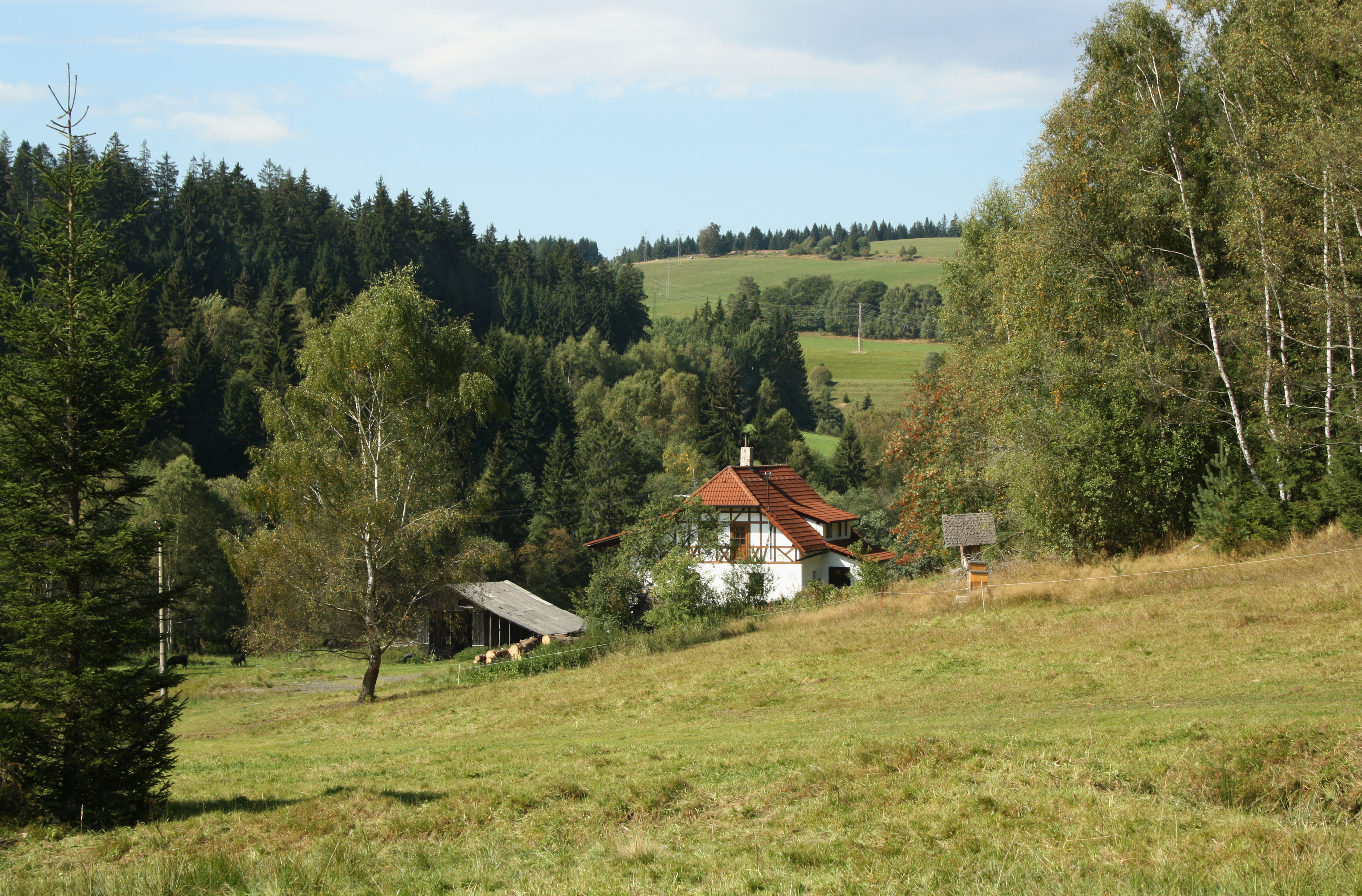
Penzion Na Hájovně